# Robert Ficheux
Robert Ficheux (n. 12 august 1898, Saint-Omer, Nord-Pas-de-Calais, Franța – d. 1 august 2005, Aubagne, Provence-Alpes-Côte d'Azur, Franța) a fost un geograf francez, membru corespondent străin (1 iunie 1948) și membru de onoare din străinătate al Academiei Române (9 martie 1991).

## Biografie
A absolvit studiile superioare la celebra Universitate Sorbona, fiind licențiat în istorie și geografie (1919-1920).
În urma recomandării ilustrului geograf Emmanuel de Martonne, în perioada 1924-1927 a fost încadrat la „Institutul Francez de înalte Studii din București”.
A obținut doctoratul cu o teză privind studiul geomorfologic al întregului masiv al Munților Apuseni (Les Monts Apuseni (Bihor). Vallées et aplanissements).
Revenit în România în anul 1932, a fost numit secretar general al Institutului Francez din București, până în 1935, apoi al Misiunii Universitare Franceze în România. În 1935, la recomandarea lui Emil Racoviță, a fost numit succesor al lui George Vâlsan la Universitatea din Cluj-Napoca, unde a predat geografia fizică, până în 1938, când s-a întors în Franța.

## Activitatea în România
În 1921, profesorul Emmanuel de Martonne vine în România, la invitația „Universității Daciei Superioare”, aducând cu el și un grup de doctoranzi, printre care și Robert Ficheux, îndemnându-i să pregătească teze de doctorat cu subiecte din România. Robert Ficheux își finalizează cu această ocazie lucrarea de diplomă de studii superioare în geografie, având ca subiect „Geomorfologia părții estice a Munților Bihor”, calificată de profesorul său cu mențiunea „foarte bine”. Primește ca subiect al tezei sale de doctorat „Studiul geomorfologic al Munților Apuseni”, o întinsă și complexă zonă a României, de care Robert Ficheux s-a atașat în cursul lungilor sale călătorii în acea zonă.
În 1924 a fost încadrat la Institutul Francez de Înalte Studii din București, proaspăt înființat. Ulterior a devenit secretar general al Institutului Francez din București și al Misiunii Universitare Franceze în România (1932–1935).
În 1935, la recomandarea lui Emil Racoviță, pe atunci rector al Universității din Cluj, îi succede lui George Vâlsan, în predarea geografiei fizice, până în 1938, când amenințarea izbucnirii războiului îl obligă să se înapoieze în Franța.
La jubileul de 125 de ani al Academiei Române, organizat în 1991, Robert Ficheux s-a numărat printre oaspeții Academiei. A rămas memorabilă cuvântarea sa rostită în aula forumului academic al României, „țară ce a devenit întrucâtva și a mea”, după cum se exprima profesorul Ficheux. Și-a încheiat discursu (rostit în limba română) prin emoționanta urare: „Domnilor, rogu-vă, îngăduiți acestui moț francez să vă mulțumească călduros pentru această primire amicală și să vă ureze viață îndelungată, activă și rodnică. Urez scumpei noastre Românii, pe care o iubim cu toții, un viitor pașnic, demn de trecutul ei, deseori tragic, dar mereu glorios!”
Acestui om, România și românii îi datorează enorm de mult. Practic și lui Robert Ficheux i se datoreaza reușita Marii Uniri de la 1918 și existența Romaniei între frontierele ei de azi.
Citat aici un fragment dintr-un text scris de etnologul, publicistul și scriitorul Radu Anton Roman:
„…Cine crede că Marea Unire s-a datorat numai Adunării Românești de la Alba-Iulia din decembrie 1918 și intelectualității greco-catolice, are o viziune patriotic-idilică asupra istoriei. Marile puteri victorioase, hotărîseră, destul de corect, să împartă înfrântul si destrămatul Imperiu Austro-Ungar, după criteriile populațiilor majoritare. Aveau loc recensăminte, se făcuseră hărți ale tuturor provinciilor imperiale după naționalități,se pregăteau inființarea de noi țări și frontiere. Ungaria înaintase Parisului, unde aveau loc negocierile, hărți ale Transilvaniei, în care, zona montană, platourile locuite numai de români din Maramureș, Oaș, Hațeg, Lăpuș, Apuseni, Năsăud etc. apăreau ca pustii, fiind dincolo (de așa-numita – n.r. creastă militară), de ce se vedea din văile accesibile.
Într-o primă variantă, populația maghiară, aglomerată în orașe (acolo unde românilor le era interzis să se așeze – n.r.) și în satele de campie, apărea ca majoritară în Ardeal, cu consecințele ce ar fi urmat de aici. E meritul unor misiuni de geografi francezi, de-a fi urcat pe toate cărările transilvane și de-a fi inventariat și anunțat existența unor numeroase comunități române, acolo unde hărțile maghiare marcaseră pete albe, lucru ce a contribuit determinant la decizia marilor puteri de la Trianon (prin care Transilvania a revenit României – n.r.)”.
Acele misiuni de geografi francezi, despre care scria regretatul Radu Anton Roman, au fost conduse de geograful Robert Ficheux. 

## Volume publicate
Între 1927 și 1996 a publicat 27 de cărți, referitoare toate la România. Două dintre cărțile lui Robert Ficheux servesc și astăzi un rol în dezaprobarea iredentismului maghiar: Les Motzi (Moții), apărută în 1942 și Roumains et minorités ethniques en Transylvanie (Români și minorități etnice în Transilvania), apărută în 1990.
Teza sa de doctorat Les Monts Apuseni (Bihor), Vallées et aplanissements (avec une genèse des Portes de Fer et un essai de parallèle géomorphologique entre les Monts Apuseni et les Carpates)  a fost publicată, în anul 1996, la Editura Academiei Române, cu concursul Ambasadei Franței în România.

## Distincții
- Ordinul Național „Serviciul Credincios” în grad de Mare Ofițer, conferit de președintele Emil Constantinescu, în 1997.
- Les Palmes Académiques, cea mai înaltă distincție acordată în Franța unui slujitor al învățământului public, la 17 octombrie 1998.

## Sfârșitul
S-a stins din viață, în ziua de 1 august 2005, la vârsta de 107 ani, la Aubagne, în sudul Franței, și a fost înhumat, potrivit dorinței sale, în cavoul familiei din cimitirul parizian Montparnasse.